# 军属证
现役军人家属身份為中华人民共和国政府發給軍人家屬的一種認證，只限“现役军人”（中国人民解放军、中国人民武装警察部队军人）的家屬。
軍人家屬可在其服役的部队政治部（处）证明报下应街道民政办，可认定为现役军人家属身份，發給军属证。